# Orbit Downloader
Orbit Downloader — безплатний менеджер завантажень, із графічним інтерфейсом, для Microsoft Windows. Програма може перехоплювати посилання, вести завантаження в декілька потоків. Головною особливістю є здатність знаходити та завантажувати файли Flash Video з таких сайтів, як YouTube, Dailymotion, Metacafe тощо.

## Можливості
- Керування завантаженням файлів по протоколах HTTP, HTTPS, FTP, MMS, RTSP і RTMP.
- Перехоплення посилань на завантаження мультимедійних файлів з відеохостингів і соціальних мереж, потокового аудіо та відео.
- Прискорення завантаження файлів за допомогою власної файлообмінної мережі Orbitnet.
- Мале споживання системних ресурсів.
- Можливість завантаження файлів з сервісу RapidShare.
- Інтеграція з браузерами Internet Explorer, Firefox, Maxthon, Opera, Google Chrome, Netscape Navigator.
- Підтримка Metalink.
- Робота з проксі-серверами.
- Перевірка оновлень встановленого програмного забезпечення (використовується каталог recipester.org).

## Шкідливий код
Хоч Orbit Downloader позиціюється як безплатне програмне забезпечення (ПЗ), він має статус adware (рекламне програмне забезпечення). Спочатку він просив інсталювати додаткове ПЗ.  Згодом Orbit Downloader почав видавати рекламу і у власних вікнах.
Починаючи з версії 4.1.1.5, в Orbit Downloader внесено ботнет, що вміє виконувати DDoS-атаки. Тому багато антивірусів визначають Orbit Downloader як небажане ПЗ.